# Fair Lawn
Fair Lawn est un borough situé dans le comté de Bergen, dans l'État du New Jersey. Lors du recensement de 2010, sa population s’élevait à 32 457 habitants.

## Histoire
Initialement fondée sous le nom de Fairlawn par des commerçants de fourrures néerlandais, la localité prend le nom de Fair Lawn en 1933.

## Démographie
| Groupe            | Irvington | New Jersey | États-Unis |
| ----------------- | --------- | ---------- | ---------- |
| Blancs            | 84,4      | 68,6       | 72,4       |
| Asiatiques        | 9,7       | 8,6        | 4,8        |
| Autres            | 2,3       | 6,4        | 6,4        |
| Métis             | 1,8       | 2,3        | 2,9        |
| Afro-Américains   | 1,7       | 13,7       | 12,6       |
| Amérindiens       | 0,1       | 0,3        | 0,9        |
| Total             | 100       | 100        | 100        |
|                   |           |            |            |
| Latino-Américains | 10,2      | 17,7       | 16,7       |

Selon l'American Community Survey, pour la période 2011-2015, 56,14 % de la population âgée de plus de 5 ans déclare parler l'anglais à la maison, 11,14 % l'espagnol, 10,69 % le russe, 2,73 % l'hébreu, 1,84 % le coréen, 1,65 % le tagalog, 1,45 % une langue chinoise, 1,45 % l'italien, 1,23 % l'arabe 1,07 % le gujarati, 1,03 % le polonais, 0,75 % l'ourdou, 0,66 % l'hindi, 0,55 % le grec et 7,60 % une autre langue.
Le revenu par habitant était en moyenne de 42 444 dollars par an entre 2012 et 2016, bien supérieur à la moyenne du New Jersey (37 538 dollars) et à la moyenne nationale (29 829 dollars). Sur cette même période, seulement 4,6 % des habitants de Fair Lawn vivaient sous le seuil de pauvreté (contre 10,4 % dans l'État et 12,7 % à l'échelle des États-Unis).

## Source de la traduction
- (en) Cet article est partiellement ou en totalité issu de l’article de Wikipédia en anglais intitulé « Fair Lawn, New Jersey » (voir la liste des auteurs).

1. ↑  (en) Maxine N. Lurie et Marc Mappen, Encyclopedia of New Jersey, Rutgers University Press, 2004, 927 p. (ISBN 978-0-8135-3325-4, lire en ligne), p. 264.
2. ↑  (en) « Profile of General Population and Housing Characteristics: 2010 », sur factfinder.census.gov.
3. ↑  (en) « Population of New Jersey - Census 2010 and 2000 », sur censusviewer.com.
4. ↑  (en) « American FactFinder - Results », sur factfinder.census.gov.
5. ↑  (en) Bureau du recensement des États-Unis, « Fair Lawn borough, New Jersey; New Jersey; UNITED STATES », sur census.gov.